# Католичка црква Светог Људевита у Бору
Католичка црква Светог Људевита у Бору, подигнута је 1928. године и припада Београдској надбискупији Католичке цркве у Србији.
После ослобођења Србије од турске власти, рударство је добило нов замах и у град су почели да долазе католички стручњаци и радници. Долазили су тако Немци, Французи, Пољаци, Италијани, касније Хрвати и Словенци. Године 1860. француски свештеник Еспри Далтон (Esprit Dalton) саградио је за потребе француских рудара црквицу и основао мисију.
Оснивањем Београдске надбискупије и у Бору је 1. јануара 1928. године одвајањем од Ниша успостављена самостална жупа, која је за свог заштитника изабрала Светог Људевита, краља. Управа жупе била је поверена француском свештенику – редовнику асумпционисти Привау Белару (Privat Bellard). У руднику је у то време радило много Француза, па су и постављање жупника и избор заштитника били сасвим разумљиви. Асумпционисти су остали до 1943. године.

## Изградња и обнова цркве
Данашња црква саграђена је као мала привремена грађевина, али таква је, уз непрекидне поправке, остала све до данас. Уз малу цркву налази се и жупски стан. Саградио ју је Kризостом Луј Моније (Chrisostom Louis Monnier), други жупник по реду.
Обнова цркве, онакве како она сада изгледа, извршена је у периоду од 1992. до 1993. године. Kасније је обављено даље реновирање потпорног зида и фасаде и уведено централно грејање, 1999. године, док је сада у плану доградња сакристије.